# ولوینگ
ولوینگ (به فرانسوی: Velving) یک کمون در فرانسه است که در Canton of Boulay-Moselle واقع شده‌است.

## خصوصیات
ولوینگ ۴٫۷۱ کیلومترمربع مساحت و ۲۰۳ نفر جمعیت دارد و ۲۵۰ متر بالاتر از سطح دریا واقع شده‌است.